# Planiplax
Planiplax ist eine aus fünf Arten bestehende Libellengattung. Die Gattung gehört zur Unterfamilie Leucorrhiniinae und wurde 1910 durch Richard Anthony Muttkowski beschrieben. Als Generotyp diente eine bis dahin als Platyplax erythropyga bezeichnete Libelle.

## Merkmale
Planiplax-Arten sind mittelgroße Libellen und erreichen Längen zwischen 35 und 40 Millimetern. Der Hinterleib (Abdomen) ist braun oder rot beziehungsweise auf den basalen Segmenten bräunlich blau. Der Pterothorax, der Teil des Brustkorbes (Thorax) an dem die Flügel ansetzen ist braun und weist ein veränderliches Muster von staubartiger Bedeckung auf. Die Flügel sind bis auf einen rötlich braunen Fleck an der Basis durchsichtig.

## Verbreitungsgebiet
Das Verbreitungsgebiet erstreckt sich über drei unzusammenhängende Gebiete. Das erste liegt an der Golfküste Mexikos bis an die nördliche Grenze Nicaraguas. Das zweite Gebiet beginnt in Panama und erstreckt sich über die nördlichen Departamentos Kolumbiens. Östlich der Anden folgt das Gebiet dem Anden-Verlauf und verbreitert sich im Norden bis kurz vor die Amazonasmündung. Das letzte Gebiet liegt im Süden Brasiliens bis in den Norden Argentiniens.

## Habitat
Die Tiere besiedeln Tümpel mit Randvegetation, man findet die Arten aber auch am Rand großer Flüsse.

## Systematik
Folgende Arten werden zur Gattung Planiplax gezählt:
- Planiplax arachne
- Planiplax erythropyga
- Planiplax machadoi
- Planiplax phoenicura
- Planiplax sanguiniventris